# Buslijn Dienst St. Barbara (Haaglanden)
De Dienst. St. Barbara was een HTM-buslijn in de regio Haaglanden in de Nederlandse provincie Zuid-Holland.

## Historie
Voor de Tweede Wereldoorlog
- Op 2 november 1934 startte deze uitzonderlijke buslijn. Eén van de weinige zonder lijnletter. Deze lijn verbond Station Hollands Spoor met de begraafplaats St. Barbara in de Binckhorst. De lijnkleuren waren toepasselijk zwart met witte letters. Het werd ook wel de "tranenlijn" genoemd. In 1934 werd alleen op 2 en 4 november gereden.

- In 1935 werd er gereden op 2, 3, 10, en 20 november.

- Vanaf 1936 werd er ook op de 3e woensdag van elke maand gereden. In 1937 en 1938 was dat ook zo.

- Hoewel in 1939 de busdiensten werden beperkt wegens de mobilisatie, kon de tranenlijn op 1, 2, en 12 november en op de derde woensdag van iedere maand toch rijden.

- Direkt na de Duitse inval op 10 mei 1940 werd de dienst opgeheven.

Na de Tweede Wereldoorlog
- Pas in 1947 keerde de lijn terug, maar wegens de beperkte middelen als gevolg van de oorlog reed de lijn tot 1952 jaarlijks alleen op 2 november, de dag van Allerzielen.

- Op 1 januari 1953 ging buslijn W voor een permanente verbinding zorgen, omdat de Binckhorst inmiddels een bedrijvengebied geworden was. De dienst St. Barbara was toen niet meer nodig, al kwam lijn W niet pal aan de ingang van de begraafplaats. En dat geldt ook voor de buslijnen die er na kwamen. De begraafplaats is er nog steeds.

## Trivia
In twee boeken wordt de gehele naam met hoofdletters geschreven. Waarschijnlijk naar voorbeeld van de borden op de bussen. De lijnletters waren ook altijd hoofdletters.